# Москалик, Ярослав Ярославович
Яросла́в Яросла́вович Моска́лик (22 августа 1966, Ангрен, Ташкентская область, УзССР, СССР — 25 апреля 2025, Балашиха, Московская область, Россия) — российский военный, генерал-лейтенант (2021), заместитель начальника Главного оперативного управления Генштаба Вооружённых сил Российской Федерации (до 25 апреля 2025). Заслуженный военный специалист Российской Федерации.
Погиб 25 апреля 2025 года в результате взрыва заминированного автомобиля в Балашихе Московской области.

## Карьера военного
Ярослав Москалик окончил Дальневосточное высшее общевойсковое командное училище (1987), Общевойсковую академию Вооружённых сил Российской Федерации и Военную академию Генерального штаба Вооружённых Сил Российской Федерации (2010).
Участвовал в стратегических военных операциях и представлял Генштаб Вооружённых Сил РФ в подгруппе по безопасности рабочей группы от России при контактной группе по урегулированию ситуации на юго-востоке Украины, куда входили представители ОБСЕ, России и Украины. 22 февраля 2017 года указом президента Российской Федерации присвоено воинское звание «генерал-майор».
Занимал должность заместителя начальника Главного оперативного управления Генерального штаба Вооружённых сил Российской Федерации. 8 декабря 2021 года указом президента Российской Федерации присвоено воинское звание «генерал-лейтенант».

## Убийство
25 апреля 2025 года в 10:40 утра Ярослав Москалик погиб в результате взрыва заминированного автомобиля в подмосковной Балашихе. По имеющимся данным, самодельное взрывное устройство (СВУ), начинённое поражающими элементами, было взорвано дистанционно в припаркованной машине, когда Москалик, проживавший в этом районе, проходил мимо. Взрыв был достаточно мощным, чтобы разбить окна в близлежащих зданиях. Следственный комитет Российской Федерации классифицировал происшествие как убийство и подтвердил использование СВУ, возбудив уголовное дело по статьям 105 и 222.1 УК РФ (убийство, незаконный оборот взрывчатых веществ), но вскоре после задержания подозреваемого переквалифицировал дело на статью о террористическом акте (ч. 2 ст. 205 УК РФ).
Инцидент произошёл на фоне продолжающейся российско-украинской войны и совпал с дипломатическими усилиями, включая визит в этот день спецпредставителя США Стива Уиткоффа в Москву для обсуждения мирных предложений. Нападение последовало за аналогичным инцидентом в декабре 2024 года, когда другой российский генерал Игорь Кириллов погиб в результате взрыва бомбы в Москве, приписываемого как Службой безопасности Украины, так и российскими властями украинским спецслужбам.

### Похороны
29 апреля 2025 года Москалик был похоронен с воинскими почестями на Федеральном военном мемориале «Пантеон защитников Отечества».

### Реакции
Секретарь комитета Верховной Рады Украины по вопросам нацбезопасности Роман Костенко прокомментировал инцидент так: «это направление — ликвидация преступников, которые стреляли по мирному населению, запускали ракеты, анализировали, принимали решения, отдавали приказы — это будет основной задачей наших спецслужб и развитием нашей Службы безопасности Украины в ближайшие 10, 20, 30 лет — сколько потребуется».

### Расследование
26 апреля Федеральная служба безопасности России (ФСБ) сообщила, что подозреваемый задержан и доставлен в Следственный комитет. По данным силовых структур, задержанного зовут Игнат Витальевич Кузин, — уроженец украинского города Сумы, 1983 года рождения, имеющий вид на жительство в Украине. По версии следствия, Кузин по заданию украинских спецслужб установил самодельное взрывное устройство в автомобиль Volkswagen Golf, который приобрел ранее, а затем припарковал его около дома в Балашихе, где проживал генерал.
27 апреля по заявлению СК России Игнат Кузин полностью признал вину. На видеозаписи допроса он дал признательные показания, согласно которым в апреле 2023 года он был завербован украинскими спецслужбами и действовал по их указанию за обещанное ему вознаграждение в размере 18 000 тысяч долларов США.
По предъявленным следствием обвинениям в совершении преступлений, предусмотренных статьями 205, 222.1 и 223.1 УК РФ (террористический акт, незаконный оборот и изготовление взрывчатых веществ), Басманный суд избрал обвиняемому Кузину Игнату меру пресечения в виде заключения под стражу на срок 1 месяц и 30 суток — до 25 июня.

## Награды
Награждён орденами «За заслуги перед Отечеством» IV степени, Александра Невского, Жукова, «За военные заслуги», Почёта, медалями ордена «За заслуги перед Отечеством» I и II степени, Почётной грамотой Президента Российской Федерации, а также ведомственными медалями Министерства обороны РФ. Имел почётное звание Заслуженного военного специалиста Российской Федерации.